# جان هروسكا
جان هروسكا (بالتشيكية: Jan Hruška)‏ ولد بتاريخ 4 فبراير 1975 في تشيكوسلوفاكيا، هو دراج تشيكي سابق.

## سجل النتائج

### سباقات أو مراحل فاز بها
- طواف إيطاليا

## روابط خارجية
- جان هروسكا على موقع الاتحاد الدولي للدراجات (الإنجليزية)
- جان هروسكا على موقع أرشيف الدراجات (الإنجليزية)
- جان هروسكا على موقع إحصائيات الدراجات الإحترافية (الإنجليزية)
- جان هروسكا على موقع نسبة الدراجات (الإنجليزية)
- جان هروسكا على موقع CycleBase (الإنجليزية)